# Valdelugueros
Valdelugueros è un comune spagnolo di 442 abitanti situato nella comunità autonoma di Castiglia e León.

## Storia
Nel 2006 in una grotta a 1.500 metri di altezza, in località La Braña, sono stati ritrovati i resti fossili del cosiddetto uomo di La Braña, datati a circa 7.000 anni fa, che, successive analisi del DNA antico, hanno determinato appartenessero al gruppo dei cacciatori-raccoglitori occidentali, caratterizzato dall'avere occhi azzurri, carnagione e capelli scuri, ed essere intollerante al lattosio. Successivamente, in una grotta vicina, sono stati ritrovati i resti di un secondo scheletro di homo sapiens antico.